# Елгин (окръг, Орегон)
Вижте пояснителната страница за други значения на Елгин.
Елгин (на английски: Elgin) е град в окръг Юниън, щата Орегон, САЩ. Елгин е с население от 1685 жители (2007) и обща площ от 2,6 km². Намира се на 813,82 m надморска височина. ЗИП кодът му е 97827, а телефонният му код е 541.